# Stetson (Maine)
Stetson ist eine Town im Penobscot County des Bundesstaates Maine in den Vereinigten Staaten. Im Jahr 2020 lebten dort 1186 Einwohner in 664 Haushalten auf einer Fläche von 94,92 km².

## Geografie
Nach dem United States Census Bureau hat Stetson eine Gesamtfläche von 94,92 km², von der 90,62 km² Land sind und 4,30 km² aus Gewässern bestehen.

### Geografische Lage
Stetson liegt im Südwesten des Penobscot Countys. Der Pleasent Lake liegt zentral im Gebiet von Stetson. Er ist verbunden mit dem westlich in Newport liegenden Sebasticook Lake. Im Süden grenzt der Edna Pond an. Die Oberfläche ist eben, ohne nennenswerte Erhebungen.

### Nachbargemeinden
Alle Entfernungen sind als Luftlinien zwischen den offiziellen Koordinaten der Orte aus der Volkszählung 2010 angegeben.
- Norden: Exeter, 9,9 km
- Nordosten: Corinth, 13,8 km
- Osten: Levant, 5,0 km
- Südosten: Carmel, 11,6 km
- Süden: Etna, 10,2 km
- Westen: Newport, 9,5 km
- Nordwesten: Corinna, 14,3 km

### Stadtgliederung
In Stetson gibt es zwei Siedlungsgebiete: South Stetson und Stetson.

### Klima
Die mittlere Durchschnittstemperatur in Stetson liegt zwischen −11,1 °C (12 °F) im Januar und 20,6 °C (69 °F) im Juli. Damit ist der Ort gegenüber dem langjährigen Mittel der USA um etwa 9 Grad kühler. Die Schneefälle zwischen Oktober und Mai liegen mit bis zu zweieinhalb Metern mehr als doppelt so hoch wie die mittlere Schneehöhe in den USA; die tägliche Sonnenscheindauer liegt am unteren Rand des Wertespektrums der USA.

## Geschichte
Stetson geht auf einen Grant von Massachusetts zurück. Der ursprüngliche Name war Township No. 3, Third Range North of Waldo Patent (T3 R3 NWP) oder auch Leicester Academy Grant.
Bereits 1793 stellte Amesa Stetson, der erste private Besitzer der Stetson Plantation, einen Antrag für die Organisation als Town. Dieser wurde 1831 genehmigt und am 28. Januar 1831 wurde Stetson als Town organisiert. Erste Siedler erreichten 1801 das Gebiet. Erhalten geblieben ist die ehemalige Schule #2, die heute ein Wohnhaus ist.

### Einwohnerentwicklung
| Volkszählungsergebnisse – Town of Stetson, Maine | Volkszählungsergebnisse – Town of Stetson, Maine | Volkszählungsergebnisse – Town of Stetson, Maine | Volkszählungsergebnisse – Town of Stetson, Maine | Volkszählungsergebnisse – Town of Stetson, Maine | Volkszählungsergebnisse – Town of Stetson, Maine | Volkszählungsergebnisse – Town of Stetson, Maine | Volkszählungsergebnisse – Town of Stetson, Maine | Volkszählungsergebnisse – Town of Stetson, Maine | Volkszählungsergebnisse – Town of Stetson, Maine | Volkszählungsergebnisse – Town of Stetson, Maine |
| Jahr                                             | 1800                                             | 1810                                             | 1820                                             | 1830                                             | 1840                                             | 1850                                             | 1860                                             | 1870                                             | 1880                                             | 1890                                             |
| ------------------------------------------------ | ------------------------------------------------ | ------------------------------------------------ | ------------------------------------------------ | ------------------------------------------------ | ------------------------------------------------ | ------------------------------------------------ | ------------------------------------------------ | ------------------------------------------------ | ------------------------------------------------ | ------------------------------------------------ |
| Einwohner                                        |                                                  |                                                  |                                                  | 114                                              | 616                                              | 885                                              | 913                                              | 937                                              | 729                                              | 618                                              |
| Jahr                                             | 1900                                             | 1910                                             | 1920                                             | 1930                                             | 1940                                             | 1950                                             | 1960                                             | 1970                                             | 1980                                             | 1990                                             |
| Einwohner                                        | 503                                              | 480                                              | 427                                              | 420                                              | 408                                              | 434                                              | 420                                              | 395                                              | 618                                              | 847                                              |
| Jahr                                             | 2000                                             | 2010                                             | 2020                                             | 2030                                             | 2040                                             | 2050                                             | 2060                                             | 2070                                             | 2080                                             | 2090                                             |
| Einwohner                                        | 981                                              | 1202                                             | 1186                                             |                                                  |                                                  |                                                  |                                                  |                                                  |                                                  |                                                  |

## Kultur und Sehenswürdigkeiten

### Bauwerke
In Stetson wurde ein Gebäude ins National Register of Historic Places aufgenommen.
- Stetson Union Church, 1981 unter der Register-Nr. 81000068.[8]

## Wirtschaft und Infrastruktur

### Verkehr
In nordsüdlicher Richtung verläuft die Maine State Route 143 durch Stetson, sie kreuzt die in westöstlicher Richtung verlaufende Main State Route 222.

### Öffentliche Einrichtungen
In Stetson gibt es keine medizinischen Einrichtungen oder Krankenhäuser. Nächstgelegene Einrichtungen für die Bewohner von Stetson befinden sich in Dexter und Bangor.
Die Stetson Public Library liegt an der Village Road in Stetson.

### Bildung
Stetson gehört mit Bradford, Corinth, Hudson und Kenduskeag zur Regional School Unit 64.
Im Schulbezirk werden folgende Schulen angeboten, alle befinden sich in Corinth:
- Central Community Elementary School, mit Schulklassen von Pre-Kindergarten bis zum 5. Schuljahr
- Central Middle School, mit Schulklassen vom 6. bis zum 8. Schuljahr
- Central High School, mit Schulklassen vom 9. bis zum 12. Schuljahr